# Бьорге Оуслан
Бьорге Оуслан (на норвежки: Børge Ousland) е норвежки пътешественик-изследовател, роден на 31 май 1962 г. в Осло, Норвегия.
През 1994 предприема пътуване до Северния полюс сам, тръгвайки от Арктически нос в Северен Сибир на 2 март 1994 г. и пристига на Северния полюс 52 дни по-късно на 22 април 1994 г.
Следващото предизвикателство пред него е да прекоси Антарктида сам от бряг до бряг през Южния полюс. Не успява през 1995 г. обаче, поради измръзване. Въпреки това става първият човек, който достига на ски до двата полюса.
На следващата година, 1996, успешно прекосява Антарктида без да получава помощни доставки. Тръгва на 15 ноември 1996 г. от о-в Беркнер в Море Уедъл и достига базата Мак Мърдоу на Море Рос на 17 януари 1997 г. Пътува 64 дни и изминава 2845 км при температури до -56 °C. При тръгването шейната му тежи 178 кг. Достига най-голяма надморска височина от около 3400 м.
През 2001 Оусланд е първият, който прекосява Арктика сам от Сибир до Канада през Северния полюс за 82 дни.